# Saint-Étienne-de-l'Olm
Saint-Étienne-de-l'Olm är en kommun i departementet Gard i regionen Occitanien i södra Frankrike. Kommunen ligger i kantonen Vézénobres som tillhör arrondissementet Alès. År 2022 hade Saint-Étienne-de-l'Olm 391 invånare.

## Befolkningsutveckling
Antalet invånare i kommunen Saint-Étienne-de-l'Olm
Referens:INSEE